# Rose Basketball Club
Le Rose Basketball Club est une franchise de la ligue américaine de basket-ball à trois féminin Unrivaled.

## Présentation
La Rose est l’un des six clubs de la ligue américaine de basket-ball à trois féminin Unrivaled. Comme les cinq autres, il est franchisé à la ligue et est basé à Miami. Leurs matchs se déroulent au Média pro US, une salle de 850 places.

### Création de l'équipe
L’équipe est constituée le 20 novembre 2024. La ligue a réparti les 34 joueuses annoncées et les deux places de wild-cards en six groupes. Ce sont les six entraîneurs et entraîneuses qui définissent ensemble les compositions des équipes, en essayant de les constituer le plus équitablement possible et sans savoir laquelle leur sera attribuée.
La Rose reçoit Chelsea Gray, Kahleah Copper et Angel Reese, trois des dix premières joueuses All-star engagées dans la ligue, ainsi que Brittney Sykes, Lexie Hull, et Azura Stevens,. Elle réunit deux paires d'anciennes coéquipières, Kahleah Copper et Azura Stevens, ensemble au Sky de Chicago entre 2020 et 2022, et Chelsea Gray et Brittney Sykes, au Sparks de Los Angeles en 2020.
La Rose est entraînée par Nola Henry.

## Saison inaugurale
Le Rose Basketball Club remporte la finale en s'imposant 62-54 contre le Vinyl, notamment grâce aux 19 points et 18 rebond d'Azura Stevens et aux 21 points de Brittney Sykes. Chelsea Gray est nommée meilleure joueuse (Most Valuable Player) des playoffs.
Sa saison avait pourtant mal débuté, avec une seule victoire pour quatre défaites. La Rose est privée de Kahleah Cooper durant les cinq dernières semaines en raison d'une blessure à la jambe droite. 
Angel Reese est nommée meilleure défenseuse de la ligue. Elle ne peut cependant pas jouer les phases finales à cause d'une blessure à la main gauche. Naz Hamilton et Natisha Hiedeman sont affectées à l'équipe en tant que joueuses de remplacement.

## Galerie photo

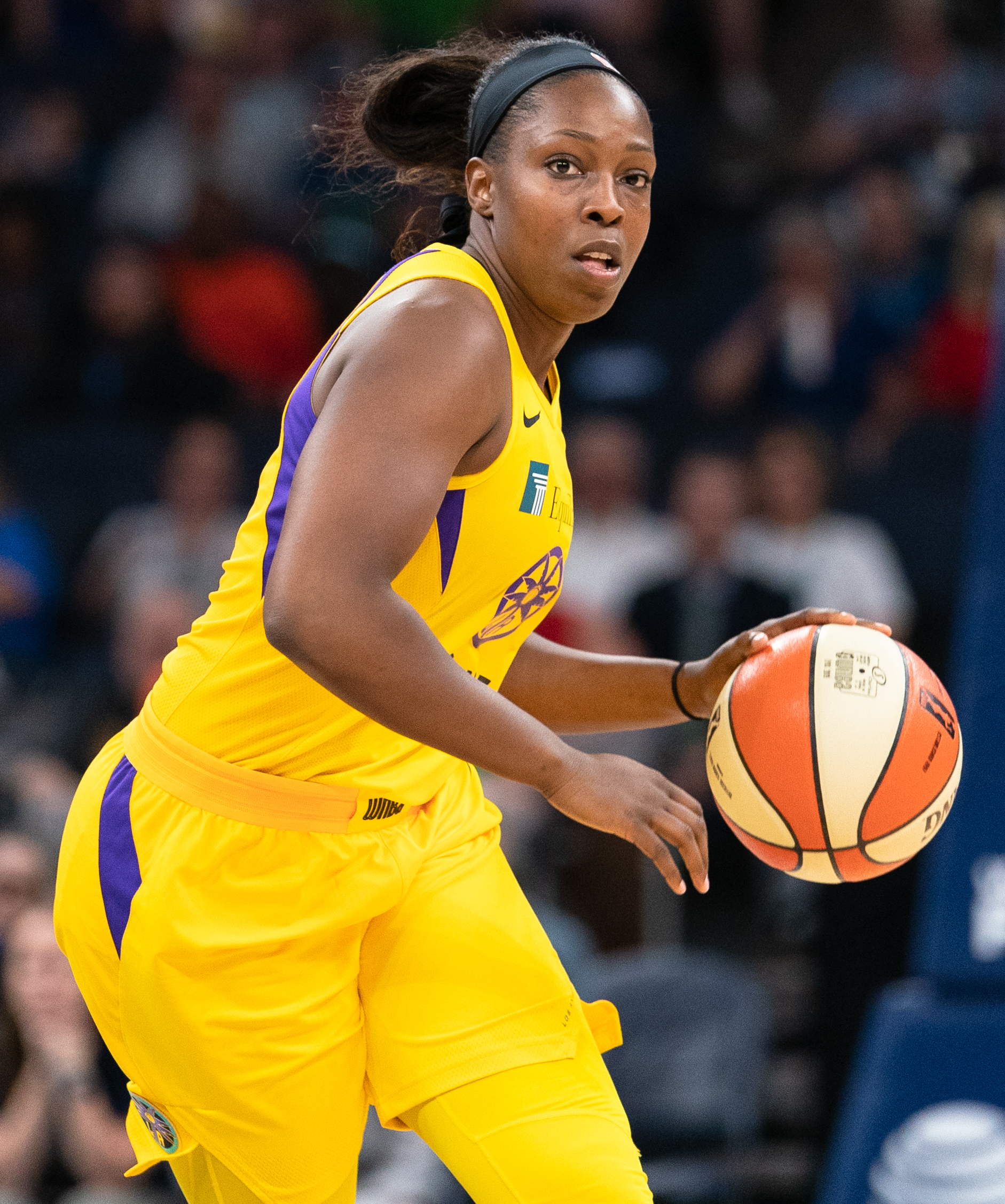
Chelsea Gray
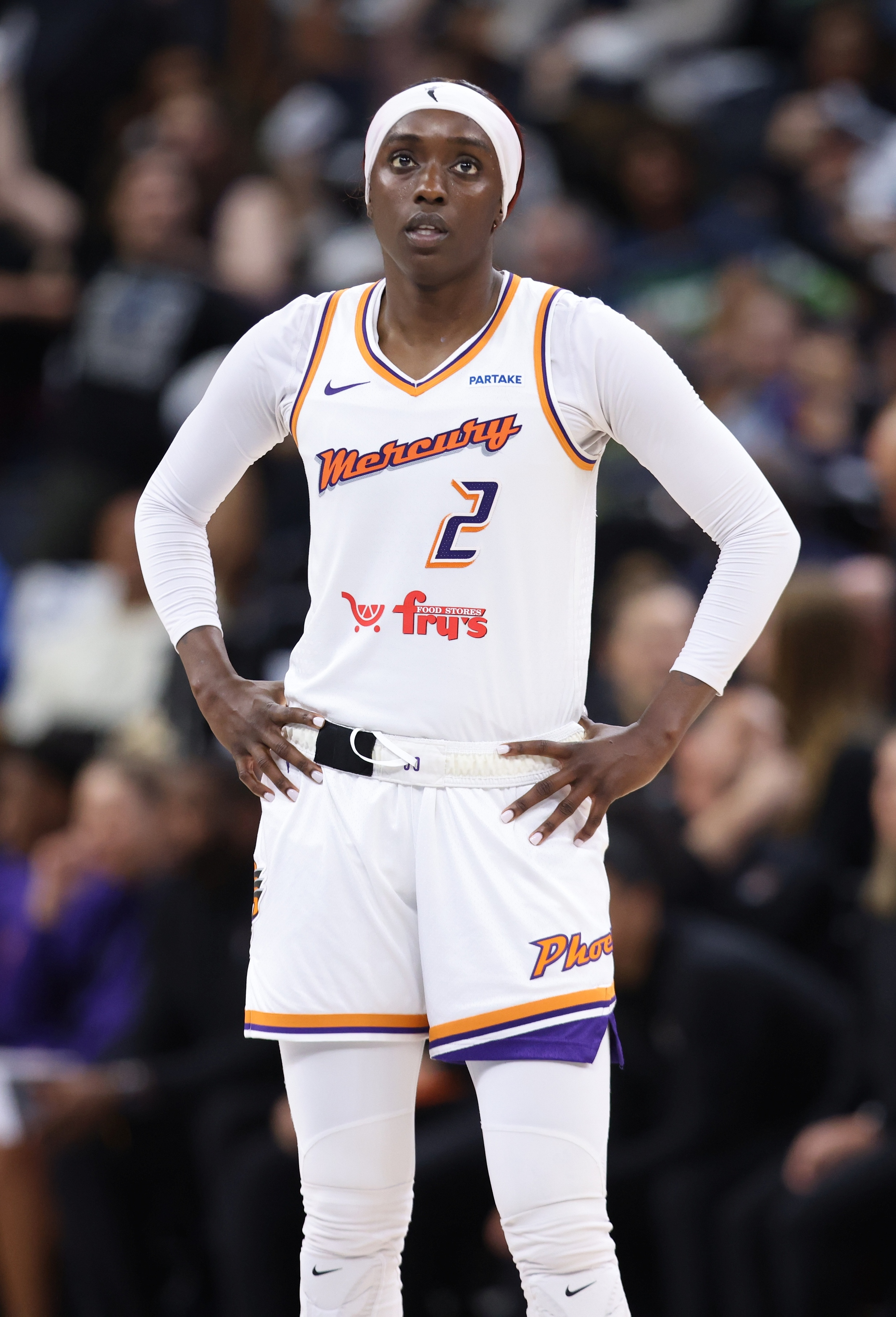
Kahleah Copper
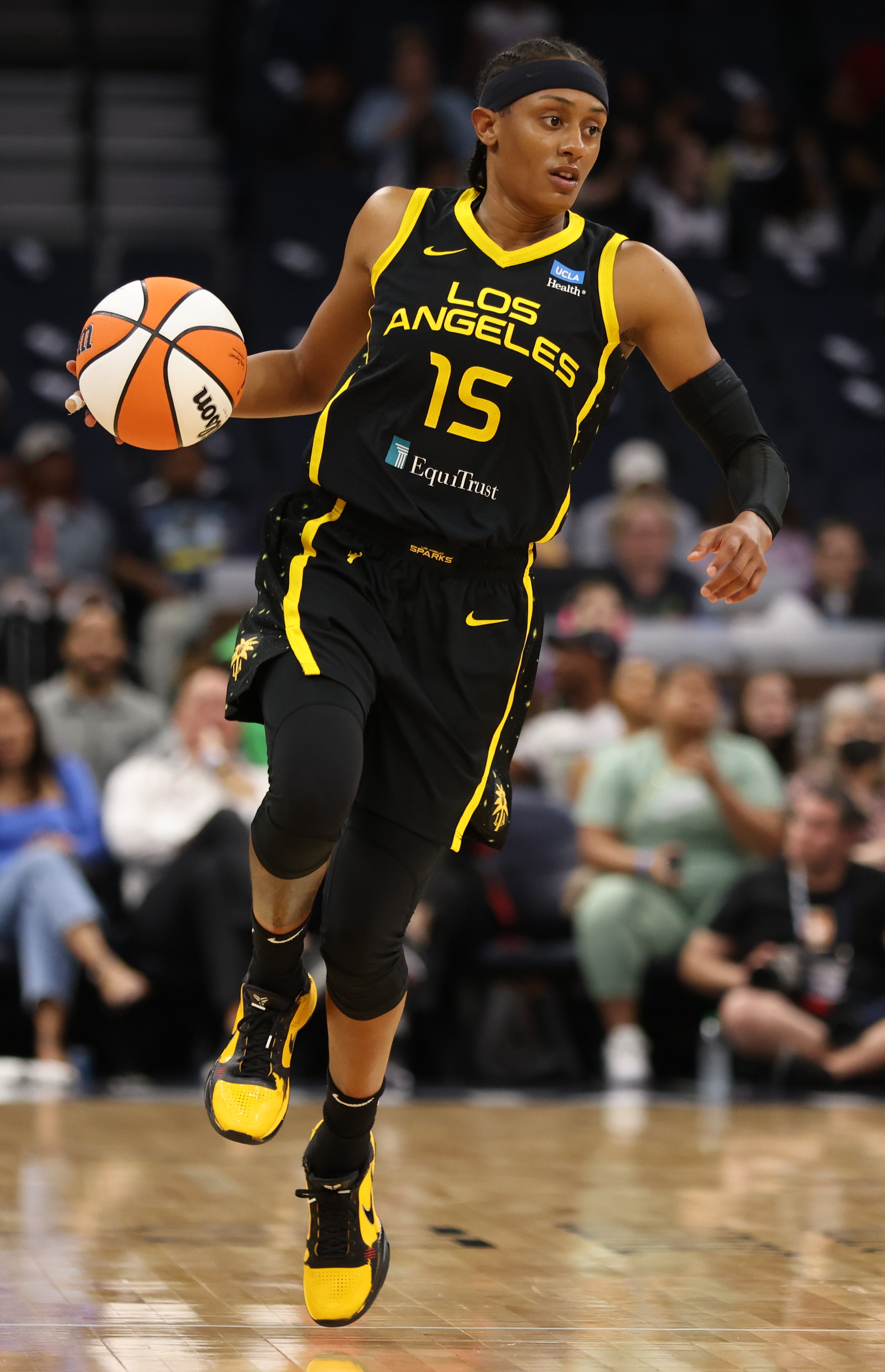
Brittney Sykes
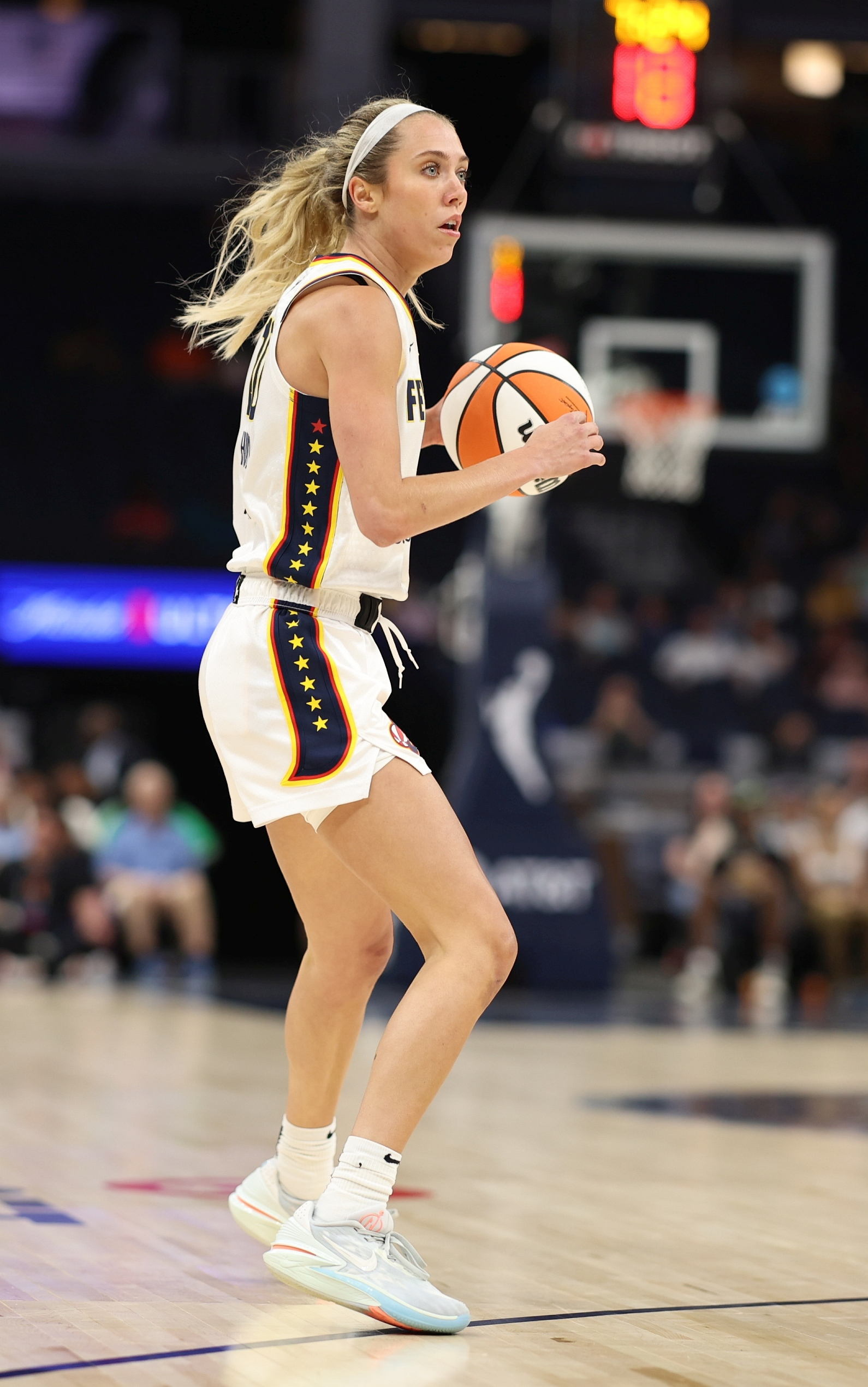
Lexie Hull
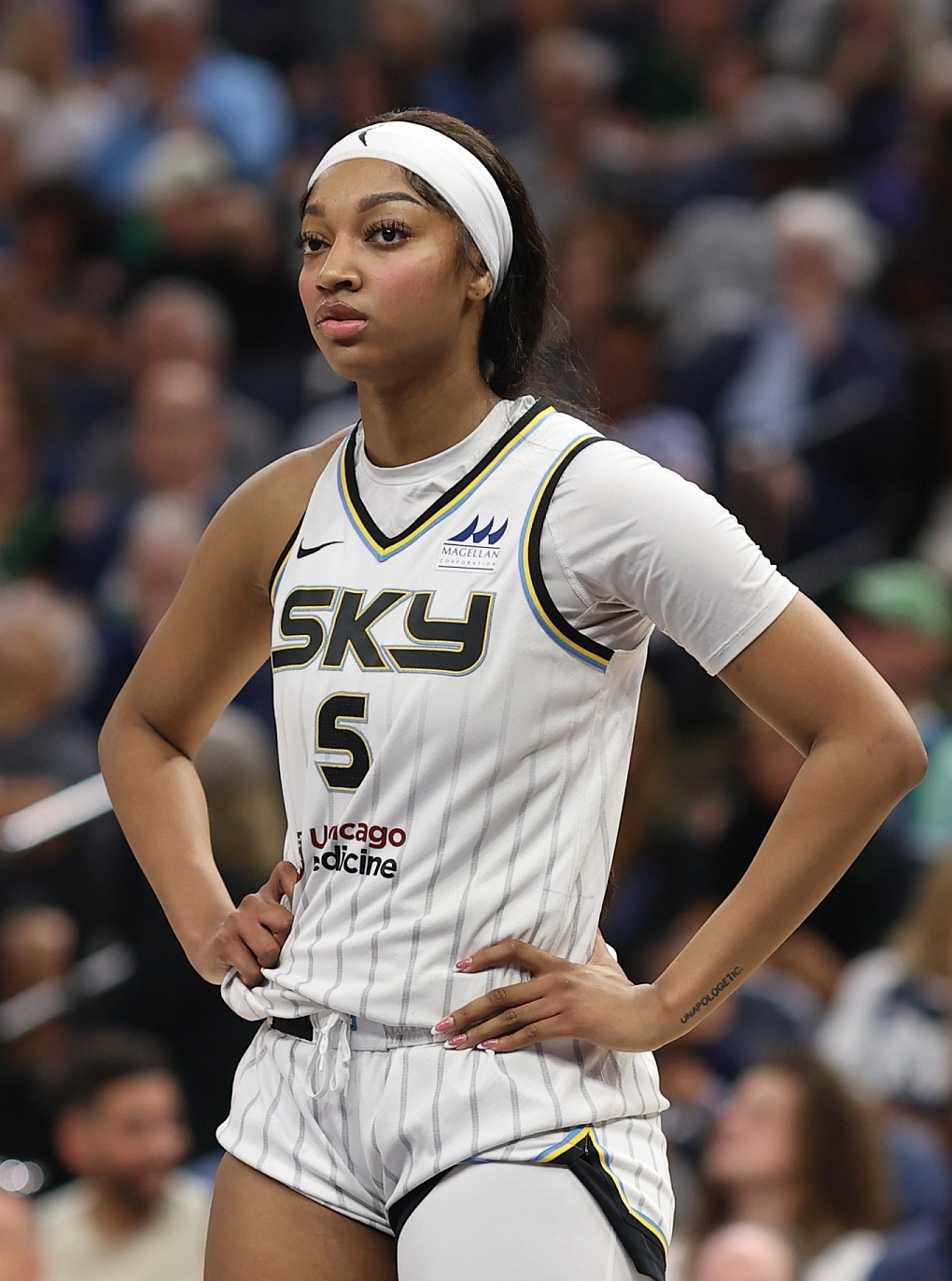
Angel Reese
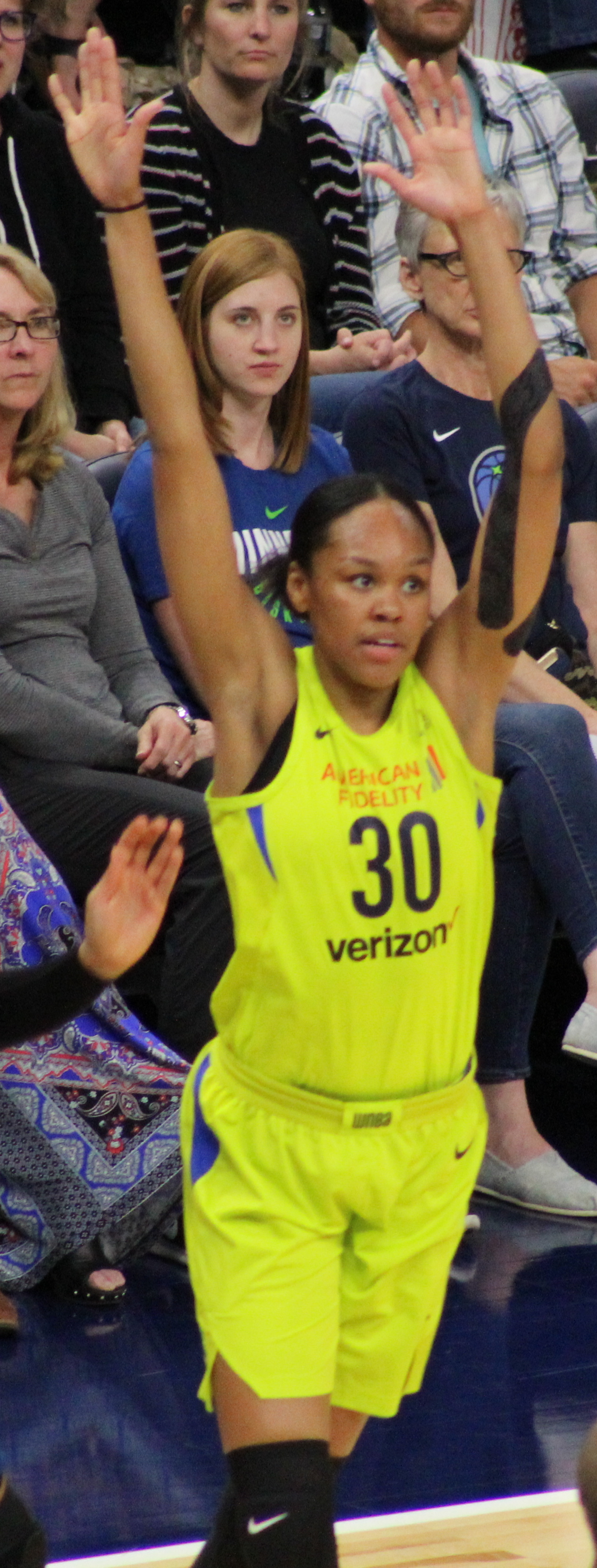
Azura Stevens

## Identité
La ligue révèle les noms et les identités graphiques des clubs le 24 octobre 2024. C’est l’agence Doubleday & Cartwright qui l'accompagne dans leurs créations. Chaque identité a été réfléchie pour toucher des publics différents.